# اعصاب فوق ترقوه‌ای
اعصاب فوق ترقوه (شاخه نزولی) از ریشه‌های اعصاب گردنی سوم و چهارم C3&C4 بوجود می‌آیند. آنها از زیر لبه خلفی ماهیچه جناغی‌پستانکی بیرون می‌آیند و در مثلث خلفی گردن در زیر عضله پلاتیسما و فاسیای عمقی گردن پایین می‌آیند. آنها با هم، پوست روی شانه را عصب دهی می‌کنند. عصب فوق ترقوه می‌تواند در طول جراحی شانه بصورت موضعی مسدود (بلاک) شود.
اعصاب فوق ترقوه از ریشه‌های عصبی نخاعی C3 و C4 به وجود می‌آیند. در نزدیکی ترقوه، اعصاب فوق ترقوه، فاسیا و عضله پلاتیسما را سوراخ می‌کنند تا پوستی شوند. آنها بر اساس موقعیت خود به سه گروه قدامی، میانی و خلفی مرتب می‌شوند.
اعصاب فوق ترقوه داخلی یا اعصاب فوق ترقوه قدامی به صورت مورب از روی ورید ژوگولار خارجی و عبور می‌کند و عصب دهی پوست را تا خط میانی تأمین می‌کنند. آنها یک یا دو رشته را به مفصل استرنوکلاویکولار می‌دهند.
عصب فوق ترقوه بینابینی یا اعصاب فوق ترقوه میانی (nn. supraclaviculares medii؛ اعصاب فوق ترقوه) از روی قسمت میانی ترقوه ماهیچه جناغی‌پستانکی عبور می‌کند و پوست روی عضله سینه ای بزرگ (پکتورالیس ماژور) و دلتوئید تأمین می‌کند و با شاخه‌های پوستی اعصاب بین دنده ای فوقانی ارتباط برقرار می‌کند.
عصب فوق ترقوه جانبی یا اعصاب فوق ترقوه ای خلفی به‌طور مورب از سطح خارجی عضله ذوزنقه ای و زائده سرشانه‌ای عبور می‌کند و عصب دهی پوست قسمت‌های فوقانی و خلفی شانه را تأمین می‌کند.
اعصاب فوق ترقوه با هم پوست روی شانه را عصب دهی می‌کنند.

## اهمیت بالینی
انسداد (بلوک) عصبی فوق ترقوه هنگام انجام جراحی روی شانه مفید است و ناحیه وسیعی از پوست را بی‌حس می‌کند.
اعصاب فوق ترقوه در حین جراحی روی ترقوه آسیب‌پذیر هستند و باید در مراحل اولیه جراحی شناسایی شوند تا خطر آسیب عصبی و نوروما کاهش یابد.

## تصاویر اضافی

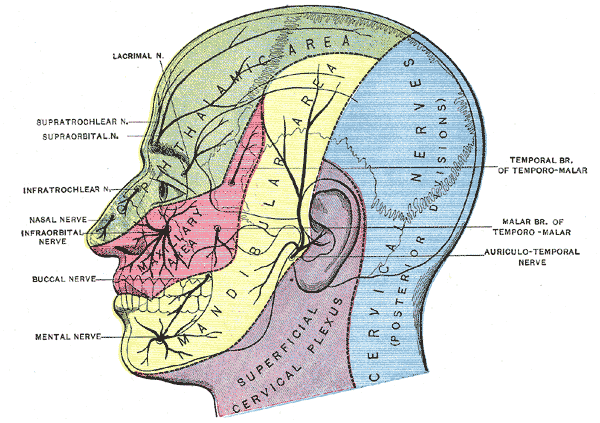
توزیع درماتوم عصب سه قلو
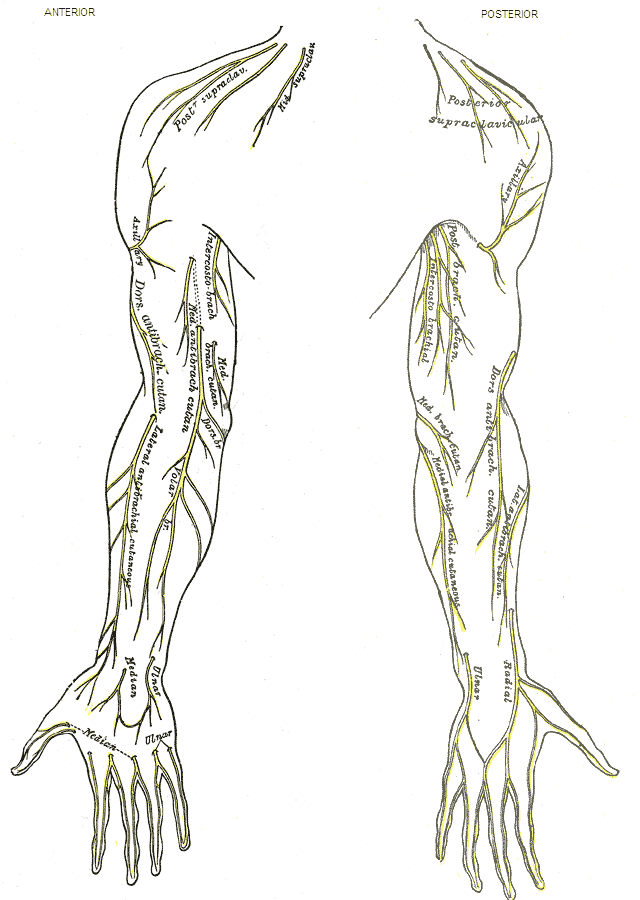
اعصاب جلدی اندام فوقانی راست.
نمودار توزیع سگمنتال اعصاب پوستی اندام فوقانی راست.
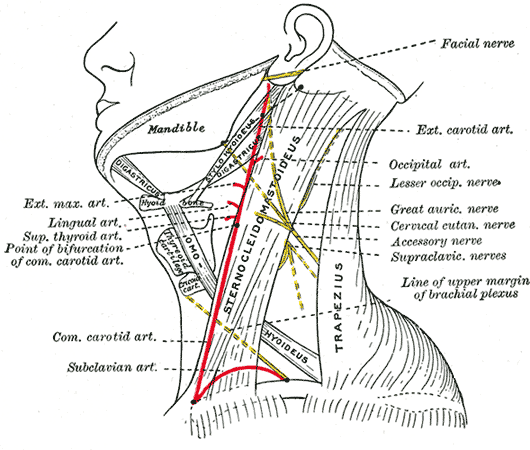
یک سمت گردن، نشان دادن نشانه‌های اصلی سطحی .